# Miami Heights (Ohio)
Miami Heights es un lugar designado por el censo ubicado en el condado de Hamilton en el estado estadounidense de Ohio. En el Censo de 2010 tenía una población de 4731 habitantes y una densidad poblacional de 519,97 personas por km².

## Geografía
Miami Heights se encuentra ubicado en las coordenadas 39°10′8″N 84°42′55″O / 39.16889, -84.71528. Según la Oficina del Censo de los Estados Unidos, Miami Heights tiene una superficie total de 9.1 km², de la cual 9.1 km² corresponden a tierra firme y (0%) 0 km² es agua.

## Demografía
Según el censo de 2010, había 4731 personas residiendo en Miami Heights. La densidad de población era de 519,97 hab./km². De los 4731 habitantes, Miami Heights estaba compuesto por el 97.93% blancos, el 0.61% eran afroamericanos, el 0.13% eran amerindios, el 0.66% eran asiáticos, el 0.02% eran isleños del Pacífico, el 0% eran de otras razas y el 0.66% pertenecían a dos o más razas. Del total de la población el 0.47% eran hispanos o latinos de cualquier raza.